# Michal Coubal
Michal Coubal (* 26. září 1961 Praha) je český horolezec a bývalý československý reprezentant (1988-91) z oddílu Banka Praha, později HO Lysá nad Labem. V 80. letech působil ve dvojici se svým starším bratrem Miroslavem Coubalem, mají na svém kontě mnoho prvovýstupů na pískovcích i v horách v osmém stupni obtížnosti a několik ocenění „výstupy roku“. Později získával prvovýstupy se svou dcerou.

## Vzdělání a zaměstnání
Vystudoval střední průmyslovou školu strojní v Praze Na Třebešíně, až do roku 1990 pracoval jako letecký vývojový konstruktér v n. p. Letov, poté začal podnikat jako výrobce dřevěných hraček. Velmi zdařilé jsou jeho nákresy cest z prvovýstupů, později namaloval několik nákresů do místních horolezeckých průvodců.

## Horolezecká kariéra
S bratrem Miroslavem Coubalem byli i v zahraničí známi jako bratři Coubalové. S horolezectvím začínali v polských Tatrách, v Dubských skalách na Kokořínsku a také jako jeskyňáři. Mají na svém kontě prvovýstupy na českých pískovcových skalách i v Sasku a ve stěnách v Alpách (Eiger) i Himálaji. Na fotografiích je můžeme vidět při výstupech v dioptrických brýlích, s flanelovými košilemi a dokonce v důchodcovských bačkorách. Později jeho bratr s horolezectvím přestal a věnoval se zaměstnání, po velmi dlouhé době však spolu podnikli horolezeckou túru v roce 2015 v Alpách. Poslední prvovýstupy provedl se svou dcerou Ájou.

## Výkony a ocenění
- 1985: výstup roku (tehdy VHS ČÚV ČSTV) v kategorii Vysoké Tatry
- 1987: výstup roku v kategorii Vysoké Tatry a čestné uznání, čestné uznání v kategorii Nevelehorské terény (pískovcové)
- 1988: výstup roku s hvězdičkou
- 1989: výstup roku Vysoké Tatry, výstup roku a výstup roku s hvězdičkou Střední velehory

### Prvovýstupy
(výběr)
Hory s Miroslavem Coubalem
- 21.-22.9.1985: Neklidné duše, 7/7+, Ušatá veža v masívu Malého Kežmarského Štítu, Dolina Zeleného plesa - prvovýstup[1]
- 5.-7.9.1987: Devátá vlna, 8, RP, S Stěna, Velká Javorová veža, Vysoké Tatry
- 1988: Žlutý anděl, 7+/8-, Eiger, Alpy
- 1988: Alpská růže, 9-, Cima Grande, Dolomity, Itálie
- 5.-10.3.1989: Cesta na památku Claudio Barbiera, 9-, S stěna, Čima Grande, Dolomity, Itálie - prvovýstup a PP přelez[2]
- 22.-29.8.1898: Trikolóra, 8+, S stěna, Scheideggwetterhorn, Západní Alpy, Švýcarsko - prvovýstup a RP přelez
- 25.-27.9.1989: Priatelia z mesiaca, 8-/8, S stěna, Velký Javorový štít - prvovýstup a RP přelez
- 1990: Ave Maria, 8, 1000 m, Lobuje Peak (6 119 m n. m.)
- 1990: Nekonečný příběh, 8-, Monte Agner
- 1994: Svíčka, 8/8+, Tofana di rozes

Pískovce s Miroslavem Coubalem
- 30.6.1984: Slavnosti slunovratu, IXa, Kobyla, Příhrazy, Český ráj
- 13.10.1984: Třináctá komnata, IXa, Železné věže, Příhrazy, Český ráj
- 1985: Chicago, IX, Upíří zub, Blatečky, Kokořínsko
- 1986: Srdcová dáma, IXc, Hranol, Roklice a Loubenský potok, Dubské skály
- 1986: Mystery, IXc, Hranol, Roklice a Loubenský potok, Dubské skály
- 11.8.1986: Magnetické pole, IXb, Křížová stěna, Roklice a Loubenský potok, Dubské skály
- 15.10.1987: Ty časy už se nevrátí, Xb, AF, Friensteinkegel, Sasko, Německo[3]
- 1991: Maska, IX, Jestřáb, Skály u Ústěku, Dubské skály
- 1991: Černá plotna, IX, Dlouhá stěna, Vlhošť, Dubské skály
- 1992: Sváteční odpoledne slečny Vendelíny, IXc, Dlouhá stěna, Vlhošť, Dubské skály
- 1995: Clementine, IX, Masiv slunce, Vlhošť, Dubské skály
- 1995: Qvimsa Crus, IXc, Dlouhá stěna, Vlhošť, Dubské skály
- 1997: Cesta pod chrobákem, IXb, Rezavá stěna, Roklice a Loubenský potok, Dubské skály

S jištěním
- 1993: Cesta do kopce, 8+, Skála u Kohoutova mlýna, Pašinka, Kolínsko
- 29.4.2016: Svatomarťanská husa, 8-, flash, Zubák - SZ Stěna, Radotínské Údolí, Český kras
- 9.4.2017: Černá vdova, 8+, RP, Jihozápadní Stěna, Černá skála u Řevnic, Střední Čechy

S dcerou
- 23.9.2016: Ohníčkáři, VIIIb, Welzenbachova Věž, Roklice a Loubenský potok, Dubské skály - na památku Luboše Martínka
- 31.7.2017: Archa, 7+/8-, JV Stěna, Kolový štít, Vysoké Tatry
- 14.8.2021: Papilio VII+; JV stěna, Sasso di Stria, Dolomity, Itálie

### Výstupy
- 16.9.1987: Superdirettissima, 8-, S stěna, Malý Kežmarský štít, s M. Coubalem - první RP přelez
- 1991: Direttisima, 8+, S stěna, Scheideggwetterhorn, Západní Alpy, Švýcarsko - první volný přelez